# Liste des régions naturelles de France
 (juin 2025).

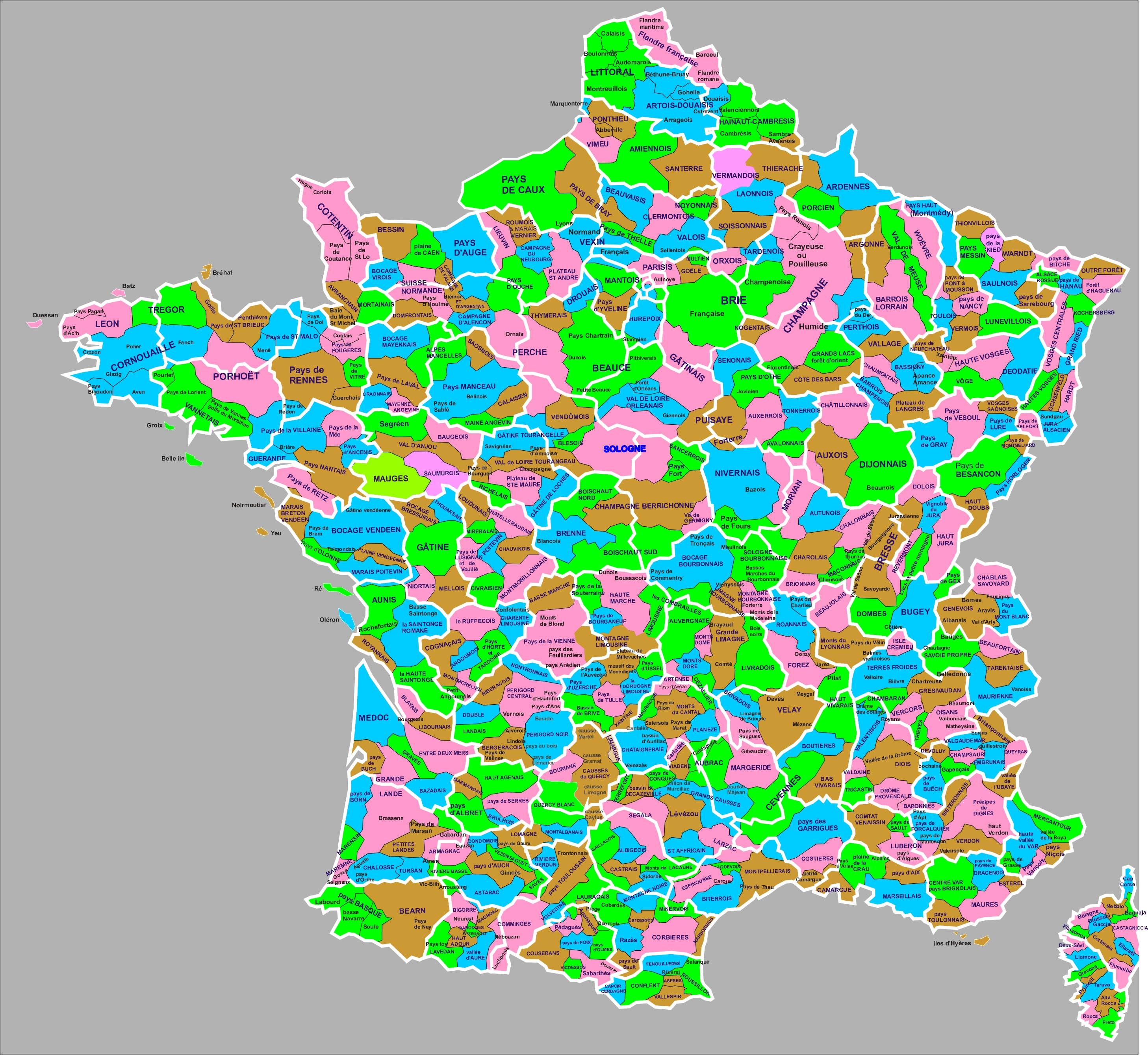
Carte des régions naturelles de France, basée sur Le Guide des Pays de France, Nord et Sud, de Frédéric Zégierman, publié en 1999, et dessinée par Raymond Tarrit.

Les régions naturelles en France sont des territoires d'étendue limitée présentant des proximités géographiques, topographiques, géologiques et/ou climatiques, mais également des liens constitués historiques et culturels, qui s'étendent sur le territoire métropolitain français (comprenant la Corse). Cette notion, relativement subjective, limite la possibilité d'en établir une liste précise. Différentes entités, tout aussi pertinentes les unes que les autres, mais avec des critères ou un point de vue différents, sont susceptibles de se chevaucher sur le même espace géographique.
En 1999, Frédéric Zégierman a publié le Guide des pays de France en deux volumes, répertoriant près de 430 pays qui se répartissent en une mosaïque de quelques 1800 micro-régions. En 2000, Bénédicte et Jean-Jacques Fénié, dans leur Dictionnaire des pays et provinces de France, en dénombrent 546 dans une présentation alphabétique. Ils se recoupent plus ou moins avec ceux de Frédéric Zégierman.

## Auvergne-Rhône-Alpes

### Auvergne

Pays traditionnels d'Auvergne (Fayard, 1999)

- Artense (Pays d'Avèze, Pays de la Sumène)
- Aubrac (Caldaguès)
- Bocage bourbonnais (Pays de Châtaigne, Pays de Commentry, Pays de Tronçais)
- Brivadois (Bassin de Brassac-les-mines, Limagne de Brioude, Langeadois, Pays de Massiac)
- Monts du Cantal (Pays de Murat, Pays de Riom, Salersois)
- Carladez (Barrez, Pays de Vic)
- Cézallier (Pays coupé alagnonais, Hautes Couzes)
- Châtaigneraie (Cantal), (Bassin d'Aurillac, Cantalès, Bassin de Maurs, Ségala lotois, Veinazès)
- Châtaigneraie bourbonnaise
- Combrailles (Combraille auvergnate, Combraille limousine, Pays de Gouzon, Pays de Crocq)
- Monts Dore
- Grande Limagne (Pays Brayaud, Billomois, Comté, Lembronnais, Limagne d'Issoire, Riomois, Pays de Volvic, Varenne de Lezoux)
- Limagne bourbonnaise (Limagne d'Aigueperse, Limagne de Gannat, Limagne de Saint-Pourçain, Vichyssois)
- Livradois (Ambertois, Bas Livradois, Haut Livradois, Bois Noirs, Plateau de la Chaise-Dieu, Thiernois)
- Mauriacois
- Margeride (Gévaudan, Pays de Saugues)
- Montagne bourbonnaise (Forterre, Monts de la Madeleine)
- Planèze (Planèze de Cézens, Planèze de Pierrefort, Sanflorain)
- Sologne bourbonnaise (Basses Marches du Bourbonnais, Pays de Digoin, Pays de Gueugnon, Pays de Fours, Moulinois)
- Velay (Bassin du Puy, Devès, Emblavez, Meygal, Mézenc, Yssingelais) - (Velay deçà-les-bois et Velay delà-les-bois)

### Dauphiné

#### Drôme
- Baronnies
- Diois
- Drôme provençale
- Tricastin
- Valdaine
- Valentinois

#### Isère
- Chambaran
- Grésivaudan (Belledonne, Chartreuse)
- Isle-Crémieu
- Oisans, Matheysine, Beaumont, Valbonnais
- Terres froides (Bièvre-Valloire, Viennois, Balmes viennoises)
- Trièves
- Massif du Vercors (Royans)

### Lyonnais/Vivarais
- Bas-Vivarais
- Beaujolais
- Boutières
- Forez
- Haut-Vivarais (Pilat)
- Plaine de Lyon ou (Pays du Velin)
- Monts du Lyonnais
- Roannais (Pays de Charlieu)
- Val de Saône (région naturelle) Partage avec les Pays de l'Ain et la Bourgogne

### Savoie

#### Pays de l'Ain
- Bugey (Haut-Bugey, Bas-Bugey et Valromey)
- Bresse savoyarde (part de la Bresse  avec la Bourgogne et la Franche-Comté),
- Dombes
- Revermont (partage avec la Franche-Comté)
- Val de Saône (partage avec le Beaujolais, Bourgogne et Lyonnais), Côtière, Plaine de l'Ain
- Pays de Gex

#### Savoie
- Maurienne (basse, moyenne et haute)
- Savoie Propre (Avant-pays savoyard, Bauges, Beaufortain, Chautagne, Combe de Savoie, Vallée des Entremonts)
- Tarentaise

#### Haute-Savoie
- Chablais savoyard (Pays de la Côte-en-Chablais, Pays Gavot, Val d'Abondance, nord de la Vallée Verte, Vallée d'Aulps), part française du Grand Chablais à cheval entre France et Suisse
- Faucigny (Pays du Mont-Blanc, nord du Val d'Arly, Vallée de l'Arve de Sallanches à Annemasse, sud de la Vallée Verte)
- Genevois (Albanais, Semine (plateau), Vallée des Usses, Pays de Faverges, Pays de Fillière, Pays du Laudon, Aravis, Massif des Bornes) partage avec la Suisse

## Bourgogne-Franche-Comté

### Bourgogne
- Autunois
- Auxerrois
- Auxois
- Avallonnais
- Bourbonnais
- Bresse bourguignonne
- Brionnais
- Chalonnais
- Clunisois
- Charolais
- Châtillonnais
- Dijonnais (pays de Dijon, de Nuits et Pays Beaunois)
- Mâconnais (Clunisois, Pays de Tournus)
- Morvan
- Nivernais (Bazois)
- Pays d'Othe (Jovinien, Florentinois, pays de la Vanne et Othe aixois)
- Puisaye partage avec le Centre-Val-de-Loire
- Forterre
- Sénonais
- Tonnerrois

### Franche-Comté
| Dénomination                                               | Noms locaux  | Principales villes                       | Département             | Illustration |
| ---------------------------------------------------------- | ------------ | ---------------------------------------- | ----------------------- | ------------ |
| Haut-Doubs (Plateau de Maîche-Le Russey - Pays de Morteau) | Hôt-Dubs     | Pontarlier Morteau                       | Doubs                   |              |
| Haut-Jura                                                  | Hôt-Jura     | Saint-Claude Champagnole                 | Jura                    |              |
| Pays des lacs                                              | ?            | Moirans-en-Montagne                      | Jura                    |              |
| Petite Montagne                                            | ?            | Arinthod Orgelet                         | Jura                    |              |
| Pays de Montbéliard                                        | Monbyai      | Montbéliard Audincourt Valentigney       | Doubs                   |              |
| Revermont                                                  | Revremont    | Ceyzériat Saint-Amour                    | Ain Jura Saône-et-Loire |              |
| Saugeais                                                   | Sâdjet       | Gilley Montbenoît                        | Doubs                   |              |
| Trouée de Belfort Porte de Bourgogne                       | Béfô, Béfoûe | Belfort                                  | Territoire de Belfort   |              |
| Vignoble du Jura                                           | ?            |                                          | Jura                    |              |
| Vosges saônoises                                           | ?            | Luxeuil-les-Bains Saint-Loup-sur-Semouse | Haute-Saône             |              |

- Bresse jurassienne
- Région de Besançon
- Dolois
- Grandvaux
- Val de Gray (Chantinois, Dampierrois)
- Pays de Lure
- Pays de Vesoul

## Bretagne

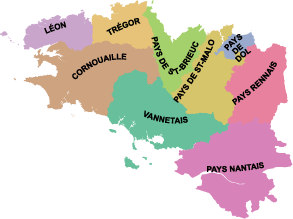
Pays traditionnels de Bretagne.

- Découpage historique par évêchés :
  - Cornouaille
  - Léon
  - Pays de Dol
  - Pays nantais
  - Pays rennais
  - Pays de Saint-Brieuc ou Goëlo-Penthièvre
  - Pays de Saint-Malo
  - Trégorrois
  - Vannetais ou Broërec
- Traditions populaires (« Cent pays, cent modes ») :
  - Pays Bigouden
  - Coglais
  - Pays Fañch
  - Pays Glazik
  - Goëlo
  - Kost ar c'hoad
  - Mené
  - Pays pagan
  - Penthièvre
  - Poher
  - Porhoët
  - Pays Pourlet
  - Pays de Retz

## Centre-Val de Loire

### Berry(Cheret parts de l'IndreduLoir-et-Cher,duLoiretet de laCreuse)
- Val de Loire (petite partie dans le Loiret entre Gien et Sancerre)
- Sologne (petite partie), entre Vierzon et Aubigny-sur-Nère
- Pays-Fort
- Sancerrois
- Champagne berrichonne
- Boischaut Nord
- Brenne
- Blancois
- Boischaut Sud (historiquement partagé entre le Berry et le Boiurbonnais)
- Val de Germigny (historiquement dans le Bourbonnais)

### Orléanais(Loiretet parts de l'Eure-et-Loiret duLoir-et-Cher)
- Beauce (Pays d'Auneau, Pays Chartrain, Dunois, Petite Beauce, Pithiverais, Vendômois)
- Blésois
- Drouais (dans l'Ile-de-France historique)
- Forêt d'Orléans
- Gâtinais (en partie avec l'Ile-de-France)
- Perche (en partie avec la Normandie, Perche Vendômois, Perche-Gouët, Perche Dunois, Thymerais)
- Puisaye (de Thou à Briare et Gien (Giennois), en partie avec la Bourgogne)
- Sologne (Grande Sologne, Sologne viticole - dite aussi Petite Sologne ou Sologne sèche -, Sologne berrichonne)
- Val de Loire orléanais

### Touraine(Indre et Loireet part de l'Indre)
- Gâtine tourangelle (Savignéen, Vaux du Loir)
- Gâtine de Loches
- Plateau de Sainte-Maure
- Richelais
- Val de Loire tourangeau (Pays d'Amboise, Pays de Bourgueil, Champeigne tourangelle, Chinonais, Pays de Langeais, Basse vallée du Cher, Varennes ligériennes, Véron)

## Corse
L'île se partage en micro-régions elles-mêmes divisées en territoires.
- Alta Rocca
- Bagnaja
- Balagne
- Cap Corse
- Castagniccia
- Cortenais
- Falasorma
- Fiumorbo
- Freto
- Nebbio
- Niolo
- Plaine orientale
- Région d'Ajaccio
- Sartenais
- Vicolais

## Grand Est
Le Grand Est se compose de l'Alsace, de la Champagne-Ardenne et de la Lorraine.

### Alsace
- Alsace Bossue

- Forêt de Haguenau
- Ried (Petit et Grand Ried)
- Hardt
- Hautes-Vosges (en partie)
- Jura alsacien
- Kochersberg
- Ochsenfeld
- Outre-Forêt
- Pays de Hanau
- Sundgau
- Vosges centrales

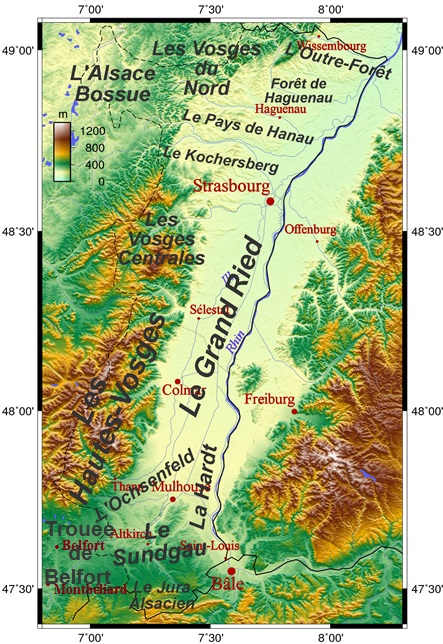
Les régions naturelles alsaciennes.

- Vosges du Nord (en partie), au sein de la réserve de biosphère transfrontière des Vosges du Nord-Pfälzerwald

### Champagne-Ardenne
- Apance-Amance
- Ardenne (Crêtes préardennaises)
- Argonne
- Barrois
- Bassigny
- Brie pouilleuse en partie (Château-Thierry)
- Champagne crayeuse (également appelée Champagne Pouilleuse)
- Champagne humide
- Chaumontais
- Côte des Bar
- Plateau de Langres (en oartie)
- Montagne de Reims
- Nogentais
- Pays d'Othe
- Perthois
- Pays du Der
- Porcien
- Vallage

### Lorraine
- le Barrois
- le Pays de Bitche
- les Côtes de Meuse
- les Côtes de Moselle
- le Pays de la Déodatie
- les Hautes-Vosges (en partie)
- le Lunévillois
- le Pays de Nancy
- le Pays de Neufchâteau
- l'Ornois
- le Pays de Pont-à-Mousson (La Haye)
- le Pays de Sarrebourg
- le Pays de la Nied
- le Pays des étangs
- le Pays messin
- le Pays-Haut (Pays de Montmédy)
- la Plaine sous-vosgienne
- le Saintois (et Xaintois)
- le Saulnois
- le pays des 3 frontières (Thionvillois et Sierckois)
- le Toulois, qui comprend une partie des côtes de Meuse.
- le Val de Meuse
- le Verdunois
- le Vermois, au sud de Nancy
- la Vôge
- les Vosges Centrales
- les Vosges du Nord (en partie)
- le Warndt
- la Woëvre

## Hauts-de-France
Les Hauts-de-France se compose de la Flandre et de la Picardie.
Depuis les travaux du géologue Jules Gosselet au XIXe siècle, deux grands ensembles de régions naturelles sont distingués dans le Nord et le Pas-de-Calais : le « Bas-Pays » constitué de plaines et de collines aux reliefs doux et le « Haut-Pays » dont les reliefs sont mieux marqués (plateaux crayeux, reliefs pré-ardennais et boutonnière du Boulonnais...). Des propositions cartographiques de Jules Gosselet, seule la région Nervie, désignant (d'après l'ancienne civitas des Nerviens) la région entre l'Escaut et l'Avesnois n'a guère été réutilisée bien qu'elle lève l’ambiguïté géographique du terme Hainaut.
La limite entre le Haut et Bas-Pays, reprise par le géographe Jean Sommé, est pertinente tant en géographie physique qu'humaine, elle constitue la limite septentrionale du bassin parisien.

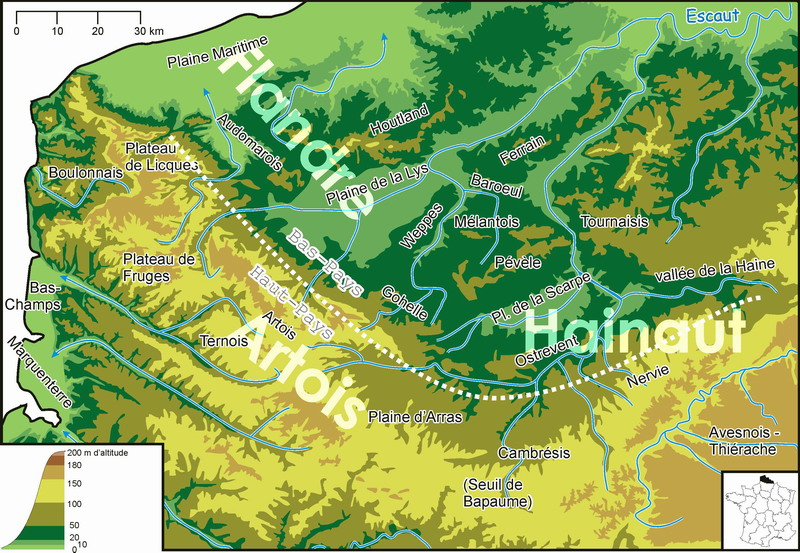
les régions du Nord-Pas-de-Calais (principalement d'après Jules Gosselet) et indication des trois grandes régions historiques, aux frontières variables dans le temps (Flandre, Artois et Hainaut).

### Régions du Haut-Pays

#### Artois picard
- Artois
- Ternois
- Arrouaise
- Ponthieu (Montreuillois)

#### Nord
- Cambrésis
- Avesnois
  - Bavaisis
  - Fagne
  - Hainaut Wallon
  - Mormal
  - Val de Sambre

#### Somme
- Amiénois
- Vimeu
- Ponthieu
- Santerre
- Marquenterre (Baie de Somme et Baie d'Authie)

### Oise
- Beauvaisis
  - Clermontois
- Compiégnois
- Senlisis
- Thelle
- Valois
- Une partie du Multien
- Pays de Bray picard
- Partie de Vexin français
- Noyonnais

#### Aisne
- Vermandois
- Thiérache
- Soissonnais
- Tardenois
- Laonnois
- Noyonnais
- Orxois

#### Autres
- Boulonnais
  - Pays de Desvres
  - Pays de Licques
  - Pays de Marquise
  - Montreuillois

### Régions du Bas-Pays
- Calaisis
  - Ardrésis
- Flandres artésiennes regroupant :
  - Audomarois
  - pays de Béthune
  - pays de Bredenarde
  - pays de Langle
- Flandre française regroupant d'ouest en est:
  - Blootland ou Plaine maritime flamande
  - Houtland
  - Plaine de la Lys
  - Weppes
  - Carembault
  - Ferrain
  - Barœul
  - Mélantois
  - Pévèle
  - Plaine de la Scarpe

### Régions de transition entre le Haut-Pays et le Bas-Pays
- Douaisis Faisait partie de la Flandre française historique[3].
  - Ostrevent
  - Vallée de la Haine
- Valenciennois

## Île-de-France
- Pays d'Aulnoye
- Beauce (petite partie partagée avec le Centre-Val-de-loire) :
  - Stampien (partie de l'Orléanais historique)
- Brie, en partie avec la Champagne :
  - Divisions géographiques : 
    - Haute-Brie, au nord (Meaux)
    - Basse-Brie, au sud (Provins)

  - Divisions historiques :
    - Brie française (Brie-Comte-Robert)
    - Brie champenoise (Meaux)
    - Brie pouilleuse en partie (La Ferté-sous-Jouarre)

  - Sous-régions géographiques :
    - Bassée
    - Brie boisée (Tournan)
    - Brie centrale
    - Provinois
    - Brie française
    - Brie humide
    - Brie laitière
    - Brie val-de-marnaise
    - Montois
- Drouais (en partie, le Pays houdanais)
- Pays de France (ou Parisis)
- Gâtinais (en partie avec le Centre-Val-de-Loire), appelé Gâtinais français, dont le Pays de Bière au nord-est et le Bocage gâtinais au sud, entre Loing et Yonne (en partage avec l'Yonne et le Loiret)
- Goële
- Hurepoix, dont le Pays de Chastres (d'Arpajon), au centre, et le Pays de Josas, dans les Yvelines, au nord-est, et l'ouest du Val-de-Marne, le sud-est des Hauts-de-Seine et les arrondissements sud de Paris, au nord
- Mantois
- Multien (en partie)
- Orxois
- Vallée de Montmorency
- Valois (en partie)
- Vexin français
- Yveline

## Normandie
La Normandie offre des paysages variés en particulier en fonction de la nature géologique du sous-sol. On distingue la Normandie armoricaine, située à l'ouest, de la Normandie du Bassin parisien.
- Avranchin
- Bessin
- Bocage virois
- Campagne d'Alençon
- Campagne d'Argentan
- Campagne de Caen
- Campagne de Falaise
- Campagne du Neubourg
- Campagne de Saint-André (ou d'Évreux)
- Perche (Perche Ornais)
- Cotentin (Plain, Val de Saire, La Hague, Côte des Isles, Marais de Carentan)
- Domfrontais
- Hiémois
- Lieuvin
- Mortainais
- Pays d'Auge
- Pays de Bray normand
- Pays de Caux
- Pays d'Houlme
- Pays d'Ouche
- Roumois et Marais Vernier
- Suisse normande
- Vexin normand

## Nouvelle-Aquitaine

### Les Charentes

#### Charente
- Angoumois
- Charente limousine
- Cognaçais
- Montmorélien
- Pays d'Horte et Tardoire
- Petit Angoumois
- Ruffécois

#### Charente-Maritime
- Aunis (dont l'Île de Ré)
- Haute Saintonge :
  - Royannais
  - Rochefortais
  - Marennes-Oléron
  - Saintonge romane
- Basse Saintonge

### Pays de Gascogne

#### Gironde
- Bazadais
- Blayais et Bourgeais
- Entre-deux-Mers
- Graves
- Haute-Lande-Girondine
- Libournais
- Médoc
- Pays de Buch

#### Landes
- Aguais
- Airais
- Albret
- Armagnac (également dans le Gers)
- Chalosse
- Gabardan (également sur le Gers)
- Gosse
- Grande Lande
- Maremne
- Marensin
- Pays d'Orthe
- Pays de Born
- Pays de Marsan
- Petites Landes (Pays de Marsan, Pays de Tartas)
- Seignanx
- Tursan

#### Lot-et-Garonne
- Brulhois
- Haut-Agenais
- Marmandais
- Pays de Serres
- Val d'Agenais

#### Pyrénées-Atlantiques
- Béarn
- Pays basque (Basse-Navarre, Labourd, Soule)

### Limousin

#### Corrèze
- Bassin de Brive

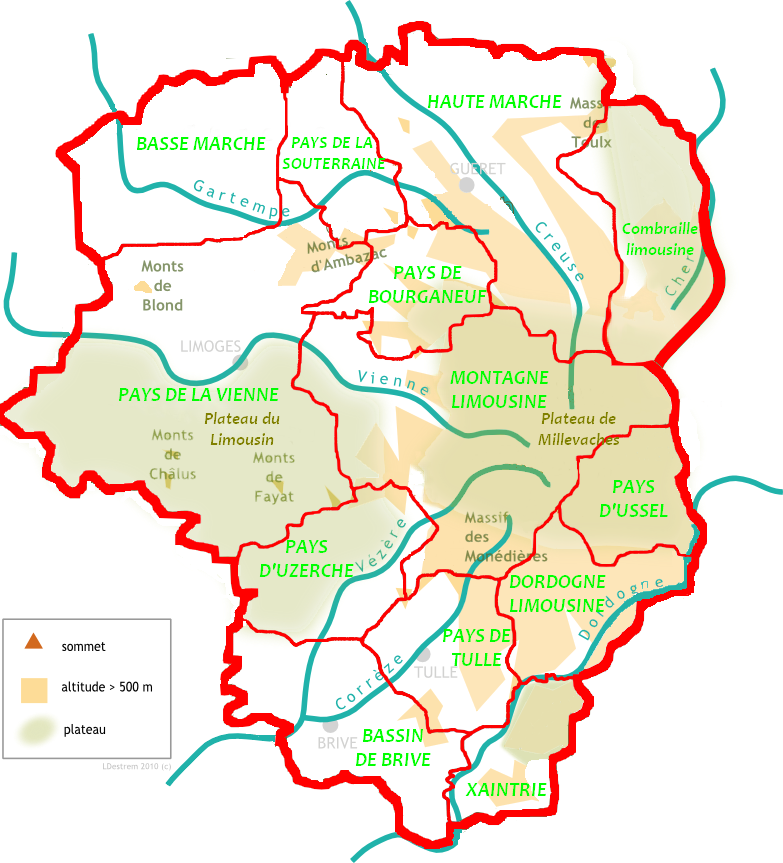
Pays du Limousin (Fayard, 1999)

- Dordogne Limousine (Pays de Ventadour, Gorges de la Dordogne, Pays de Meymac)
- Montagne limousine (Monédières, Plateau de Millevaches, Pays d'Eymoutiers, Pays de Saint-Léonard) (également dans la Creuse)
- Pays de Tulle
- Pays d'Ussel
- Pays d'Uzerche (Pays de l'Auvézère)
- Xaintrie

#### Creuse
- Basse Marche
- Combraille Limousine
- Haute Marche (Boussacois, Dunois)
- Pays de Bourganeuf
- Pays de La Souterraine

#### Haute-Vienne
- Pays de la Vienne (Monts de Châlus, Monts de Blond, Monts d'Ambazac, Pays des Feuillardiers)
- Monts de Blond

### Périgord

#### Dordogne
- Bergeracois (Pays de Vélines)
- Double (également en Gironde, Charente-Maritime et Charente)
- Landais
- Nontronnais
- Périgord central
- Périgord noir
- Ribéracois

### Poitou

#### Vienne
- Châtelleraudais
- Chauvinois
- Civraisien
- Loudunais
- Mirebalais
- Montmorillonnais
- Pays de Lusignan et de Vouillé
- Poitevin

#### Deux-Sèvres
- Bocage bressuirais
- Gâtine
- Mellois
- Niortais
- Thouarsais

## Occitanie

### Bassin aquitain / Pyrénées

#### Ariège
- Aganaguès
- Couserans
- Donezan
- Pays de Foix
- Pays d'Olmes
- Pédaguès
- Plaine d'Ariège
- Sabarthès
- Vicdessos
- Volvestre (également en Haute-Garonne)

#### Gers
- Airais (en partie dans les Landes)
- Armagnac (en partie dans les Landes)
- Astarac
- Bas-Armagnac (en partie dans les Landes)
- Comminges (également en Haute-Garonne et dans les Hautes-Pyrénées)
- Condomois
- Eauzan
- Fezensaguet
- Gabardan (également dans les Landes)
- Gimoès (Gimontois)
- Lomagne (également dans le Tarn-et-Garonne)
- Pays d'Auch
- Pays de Gaure
- Rivière-Basse (également dans les Hautes-Pyrénées)
- Rivière-Verdun (également en Haute-Garonne et dans les Hautes-Pyrénées)
- Savès (également en Haute-Garonne)
- Vic-Bilh (également dans les Hautes-Pyrénées et les Pyrénées-Atlantiques)

#### Haute-Garonne
- Comminges (également dans le Gers et les Hautes-Pyrénées)
- Frontonnais[5],[6](également dans le Tarn-et-Garonne)
- Lauragais (aussi dans l'Aude, et en petite partie en Ariège et dans le Tarn)
- Nébouzan (également dans les Hautes-Pyrénées)
- Pays toulousain
- Rivière-Verdun (également dans le Gers et les Hautes-Pyrénées)
- Savès (également dans le Gers)
- Volvestre (également en Ariège)

#### Hautes-Pyrénées
- Arrensou
- Arroustang
- Baronnies des Pyrénées
- Barousse
- Bigorre
- Comminges (également dans le Gers et la Haute-Garonne)
- Haut-Adour
- Lavedan
- Luchonnais (également en Haute-Garonne)
- Magnoac
- Nébouzan (également en Haute-Garonne)
- Neurest
- Pays Toy
- Rivière-Basse (également dans le Gers)
- Rivière-Verdun (également dans le Gers et la Haute-Garonne)
- Vallée d'Aure
- Vic-Bilh (également dans le Gers et les Pyrénées-Atlantiques)

#### Tarn
- Albigeois
- Castrais
- Gaillacois (Grésigne)
- Grands Causses (Larzac)
- Lacaunais (Montredonnais)
- Montagne noire
- Sidobre

#### Tarn-et-Garonne
- Lomagne (également dans le Gers)
- Montalbanais
- Quercy Blanc (également dans le Lot)
- Frontonnais (en grande partie en Haute-Garonne)

### Côte d'Améthyste

#### Aude
- Cabardès
- Carcassès
- Corbières
- Lauragais (en grande partie en Haute-Garonne)
- Minervois (aussi dans l'Hérault)
- Narbonnais
- Pays de Sault
- Pays du Razès
- Piège
- Quercorb (avec une petite partie en Ariège)
- Razès

#### Gard
- Costières
- Garrigues (aussi dans l'Hérault)
- Petite Camargue

#### Hérault
- Biterrois
- Espinouse (Montagne noire)
- Lodévois
- Montpelliérais (Pays de Thau)

#### Pyrénées-Orientales
- Aspres
- Capcir
- Cerdagne (région naturelle à cheval sur la France et l'Espagne)
- Conflent (contenant lui-même le haut Conflent, le bas Conflent et les Garrotxes)
- Fenouillèdes
- Roussillon (comprenant le Ribéral, la Salanque, la côte Vermeille, les Albères)
- Vallespir (partagé entre haut Vallespir et bas Vallespir)

### Massif central

#### Aveyron
- Aubrac (aussi dans le Cantal et la Lozère)
- Bassin de Decazeville-Aubin (Pays de Montbazens)
- Carladez (aussi dans le Cantal)
- Grands Causses (Causse Comtal, Causse de Sévérac, Causse de Sauveterre, également en Lozère, Causse Noir, également en Lozère et dans le Gard, Causse Rouge, Larzac
- Lévézou (Lagast)
- Pays ruthénois
- Saint-Affricain
- Ségala
- Terrefort
- Vallon de Marcillac
- Viadène

#### Lot
- Causses du Quercy
- Bouriane
- Limargue
- Quercy Blanc
- Ségala lotois
- Terrefort rouergat (également en Aveyron)

#### Lozère
- Aubrac (aussi dans l'Aveyron et le Cantal)
- Cévennes (aussi dans le Gard)
- Grands Causses (Causse Méjean, Causse Noir, Causse de Sauveterre)
- Margeride (aussi dans le Cantal)

## Pays de la Loire

Carte de la Région Pays de la Loire avec ses cinq départements, montrant les provinces qui existaient sur son territoire au XVIII.
Maine
Anjou
Bretagne
Poitou
Perche
Orléanais
Aunis

### Loire-Atlantique
- Marais breton
- Pays de la Vilaine
- Pays nantais :
  - Pays d'Ancenis
  - Pays de Guérande
  - Pays de la Mée
  - Mitau
  - Pays de Nantes
  - Pays de Redon
  - Pays de Retz
  - Pays du Vignoble nantais

### Maine-et-Loire
- Baugeois
- Haut-Anjou
- Mauges
- Saumurois
- Segréen
- Val d'Anjou
- Val de Loire angevin

### Mayenne
- Alpes mancelles et Charnie, partagées avec la Sarthe, et Coëvrons
- Bocage mayennais
- Pays de Laval
- Mayenne angevine (Craonnais et Pays de Chateau-Gontier)

### Sarthe
- Alpes mancelles et Charnie, partagées avec la Mayenne
- Maine angevin
- Pays manceau, dont le Belinois, la Champagne mancelle (Conlie et Loué), le Pays de l'Huisne, le Pays de Longaulnay et le Pays de Sablé, la
- Perche Sarthois, et son extension sur le Plateau calaisien[7],[8]
- Saosnois

### Vendée
- Bocage vendéen :
  - Pays de Brem
  - Haut-Bocage
- Île d'Yeu
- Île de Noirmoutier
- Marais breton
- Marais poitevin
- Pays des Olonnes
- Plaine vendéenne
- Talmondais

## Provence-Alpes-Côte d'Azur

### Dauphiné

#### Hautes-Alpes
- Briançonnais
- Champsaur
- Dévoluy
- Embrunais
- Gapençais
- Pays du Buëch
- Queyras
- Valgaudemar

### Provence

#### Alpes-de-Haute-Provence
- Pays de Forcalquier
- Pays de Manosque
- Pays du Verdon (aussi dans le Var)
  - Plateau de Valensole
- Préalpes de Digne (Haut Verdon)
- Sisteronais
- Vallée de l'Ubaye

#### Alpes-Maritimes
- Haute Vallée du Var
- Pays de Grasse
- Pays de la Vésubie
- Pays niçois
- Pays vençois (Vençois, Pays d'Antibes, Pays de Cannes)
- Vallée de la Roya
- Vallée de la Tinée

#### Bouches-du-Rhône
- Camargue
- Crau
- Marseillais (Étang de Berre)
- Pays d'Aix
- Pays d'Arles

#### Var
- Brignolais - Centre Var - Haut Var (Sainte-Baume) (aussi en petite partie dans les Bouches-du-Rhône)
- Dracénois
- Esterel
- Massif des Maures
- Pays de Fayence
- Toulonnais

#### Vaucluse
- Comtat Venaissin
- Pays d'Aigues
- Pays d'Apt
- Pays de Sault

## Outre-mer

### Antilles françaises
- Guadeloupe
  - Grande-Terre
  - Basse-Terre
  - Les Saintes
  - Marie-Galante
- Martinique
- Saint-Barthélemy
- Saint-Martin

### Guyane
- Plateau des Guyanes
- Terres basses (plaine côtière)

### Polynésie française
- Archipel de la Société
  - Îles du Vent
  - Îles Sous-le-Vent
- Archipel des Tuamotu
- Archipel des Gambier
- Archipel des Australes
- Îles Marquises